# کوسه‌های خواب‌آلود
کوسه‌های خواب‌آلود (نام علمی: Somniosidae) نام یک تیره از راسته خاردارکوسه‌سانان است.